# 29. март
29. март (29.03) је 88. дан у години по грегоријанском календару (89. у преступној години). До краја године има још 277 дана.

## Догађаји
- 1461 — Османско царство је заузело Солун од Византинаца.
- 1461 — У најкрвавијој бици Рата две руже војска династије Јорк је поразила војску династије Ланкастер, осигуравши тиме енглески престо Едварду IV.
- 1638 — Шведски насељеници основали су близу залива Делавер прву шведску колонију у Северној Америци, коју су назвали Нова Шведска.
- 1809 — Шведски краљ Густав IV присиљен да абдицира после више пораза шведских трупа у рату с Данском.
- 1831 — Почео је Босански устанак Хусеина Градашчевића.
- 1848 — Америчка војска под заповедништвом генерала Винфилда Скота је у Америчко-мексичком рату заузела Веракруз.
- 1848 — Почео је трогодишњи рат Данске с Пруском у којем су Данци претрпели пораз и изгубили велики део територије на југу полуострва Јиланд.
- 1849 — Велика Британија на основу споразума с махараџом од Лахореа анектирала Пенџаб и припојила га Индији.
- 1864 — Грчка вратила суверенитет над острвима у Јонском мору која су била под колонијалном управом Велике Британије.
- 1867 — Велика Британија од Квебека, Онтарија, Нове Шкотске и Њу Бранзвика формирала доминион Канаду, у који су 1878. укључене остале британске територије Северне Америке, изузев Њуфаундленда. Вестминстерским статутом Канада 1931. постала независна држава британског Комонвелта, а коначне границе добила 1949. прикључењем Њуфаундленда.
- 1901 — У Аустралији одржани први федерални избори. У првом аустралијском парламенту највише места добила Лабуристичка партија.
- 1945 — СССР званично признао Владу Југославије, коју су претходно признале Уједињено Краљевство и САД.
- 1946 — Новим уставом Златна Обала, садашња Гана, постала прва британска колонија у Африци са афричком већином у Парламенту, али на пуну независност чекала још 14 година.
- 1947 — Избио је Малагашки устанак против француске колонијалне власти на Мадагаскару.
- 1956 — У Новом Саду основане Југословенске позоришне игре, "Стеријино позорје", поводом 150 година од рођења и стогодишњице смрти српског комедиографа Јована Поповића Стерије.
- 1967 — Поринута прва француска нуклеарна подморница.
- 1972 — Боливија протерала 119 чланова совјетске амбасаде у Ла Пазу, оптуживши Москву да финансира левичарске побуњенике.
- 1973 — Последње америчке борбене трупе су напустиле Јужни Вијетнам.
- 1974 — Амерички вештачки сателит Маринер 10 је снимио прве фотографије Меркура.
- 1974 — Група кинеских сељака из покрајине Шенси је открила хиљаде глинених статуа које су представљале војску првог кинеског цара Ћин Ши Хуанга.
- 1990 — Премијер Аустралије Боб Хоук добио изборе, поставши први лабуриста који је четири пута узастопно освојио положај шефа владе.
- 1994 — Република Хрватска и представници Срба у Хрватској потписали споразум о примирју и разграничењу војних снага на шест од укупно 35 сектора на 300 km дугом фронту.
- 1997 — Бежећи пред насиљем које је захватило земљу током крвавих немира, више од 50 избеглица из Албаније утопило се када је њихов брод потонуо после судара са италијанским ратним бродом у јужном Јадрану, близу италијанске обале.
- 1999 — Бомбардована зграда МУП-а у Приштини.
- 2002 — Израелске оклопне јединице ушле у Рамалу и блокирале седиште палестинског лидера Јасера Арафата.
- 2003 — Светска здравствена организација саопштила да је Карло Урбани, лекар који је први идентификовао озбиљни акутни респираторни синдром, САРС, умро од те болести.
- 2004 — Бугарска, Естонија, Летонија, Литванија, Румунија, Словачка и Словенија су постале пуноправне чланице НАТО пакта.
- 2006 — Десило се делимично помрачење Сунца у Србији. У деловима Азије и Африке - потпуно.
- 2010 — Најмање 37 људи је погинуло, а 62 повређено у Москви у две одвојене експлозије у подземној железници.

## Рођења
- 1863 — Милета Јакшић, српски песник и православни свештеник. (прем. 1935)[1]
- 1889 — Ворнер Бакстер, амерички глумац. (прем. 1951)[2]
- 1899 — Лаврентиј Берија, совјетски политичар. (прем. 1953)[3]
- 1914 — Херта Хас, једна од четири службено признате жене Јосипа Броза Тита. (прем. 2010)
- 1925 — Сава Стојков, српски сликар-наивац. (прем. 2014)[4]
- 1937 — Гордон Милн, енглески фудбалер и фудбалски тренер.[5]
- 1939 — Теренс Хил, италијански глумац, редитељ и продуцент.
- 1940 — Аштруд Жилберто, бразилска певачица. (прем. 2023)[6]
- 1941 — Џозеф Хутон Тејлор мл., амерички физичар, добитник Нобелове награде за физику (1993).[7]
- 1943 — Ерик Ајдл, енглески глумац, комичар, писац, сценариста, редитељ и музичар.[8]
- 1943 — Вангелис, грчки музичар и композитор. (прем. 2022)[9]
- 1943 — Џон Мејџор, британски политичар, премијер Уједињеног Краљевства (1990—1997).[10]
- 1945 — Волт Фрејжер, амерички кошаркаш.[11]
- 1949 — Дејв Гринфилд, енглески музичар, најпознатији као клавијатуриста и певач групе The Stranglers. (прем. 2020)[12]
- 1955 — Брендан Глисон, ирски глумац и редитељ.[13]
- 1955 — Марина Сиртис, британско-америчка глумица.[14]
- 1957 — Борис Комненић, српски глумац. (прем. 2021)[15]
- 1957 — Кристофер Ламбер, француски глумац.[16]
- 1960 — Ју Несбе, норвешки писац и музичар.[17]
- 1964 — Ел Макферсон, аустралијски модел и глумица.[18]
- 1966 — Красимир Балаков, бугарски фудбалер и фудбалски тренер.[19]
- 1967 — Анђелија Арбутина, српска кошаркашица.[20]
- 1968 — Луси Лолес, новозеландска глумица.[21]
- 1970 — Алан Милер, енглески фудбалски голман. (прем. 2021)[22]
- 1971 — Вељко Ускоковић, црногорски ватерполиста.[23]
- 1972 — Руи Коста, португалски фудбалер.[24]
- 1973 — Марк Овермарс, холандски фудбалер.[25]
- 1976 — Џенифер Капријати, америчка тенисерка.[26]
- 1978 — Игор Ракочевић, српски кошаркаш.[27]
- 1979 — Катарина Радивојевић, српска глумица.[28]
- 1983 — Душан Ђорђевић, српски кошаркаш.
- 1984 — Хуан Монако, аргентински тенисер.[29]
- 1987 — Марк Валијенте, шпански фудбалер.[30]
- 1987 — Денеш Варга, мађарски ватерполиста.[31]
- 1988 — Бојана Живковић, српска одбојкашица.[32]
- 1988 — Стефан Митровић, српски ватерполиста.[33]
- 1989 — Латавијус Вилијамс, амерички кошаркаш.[34]
- 1990 — Џеси Волт, француска порнографска глумица.[35]
- 1991 — Нголо Канте, француски фудбалер.[36]
- 1993 — Торган Азар, белгијски фудбалер.
- 1995 — Бен Бентил, гански кошаркаш.

## Смрти
- 1772 — Емануел Сведенборг, шведски филозоф и природњак (рођ. 1688)[37]
- 1891 — Жорж-Пјер Сера, француски сликар  (рођ. 1859)[38]
- 1912 — Роберт Фалкон Скот, енглески истраживач (рођ. 1868)[39]
- 1949 — Николај Гамалеја, руски лекар и научник (рођ. 1859)
- 1982 — Карл Орф, немачки композитор (рођ. 1895)[40]
- 2007 — Божидар Ковачек, професор универзитета, театролог и председник Матице српске. (рођ. 1930)[41]
- 2008 — Рајко Митић, фудбалер, репрезентативац, тренер и селектор југословенске репрезентације, прва "Звездина звезда". (рођ. 1922)[42]
- 2009 — Петар Бирчанин, мотоциклиста, петоструки државни првак у класама 125 и 600 кубика. (рођ. 1987)
- 2009 — Морис Жар, француски композитор. (рођ. 1924)[43]
- 2019 — Добрица Ерић, српски књижевник, песник, прозни и драмски писац. (рођ. 1936)[44]

## Празници и дани сећања
- Српска православна црква слави:
  - Светог апостола Аристовула
  - Светог мученика Савина
  - Свештеномученика Трофина и Тала